# Salim Boukhanchouche
Salim Boukhanchouche (sinh ngày 6 tháng 10 năm 1991) là một cầu thủ bóng đá người Algérie thi đấu ở vị trí tiền vệ cho Kabylie ở Giải bóng đá hạng nhất quốc gia Algérie.

## Sự nghiệp quốc tế
Boukhanchouche ra mắt quốc tế cho the Đội tuyển bóng đá quốc gia Algérie trong thất bại 2-1 tại Vòng loại Giải vô địch bóng đá châu Phi 2018 trước Đội tuyển bóng đá quốc gia Libya vào ngày 12 tháng 8 năm 2017.